# Tropidostoma
Tropidostoma is een geslacht van middelgrote uitgestorven herbivore dicynodonte therapsiden dat leefde tijdens het laat-Perm (Lopingien) in Zuid-Afrika. Het eerste fossiel van Tropidostoma werd beschreven door Harry Govier Seeley in 1889. Later werden twee ondersoorten geïdentificeerd. Fossielen van Tropidostoma zijn een indexfossiel in een biozone van het Karoo-bekken, bekend als de Tropidostoma Assemblage Zone. Deze biozone wordt gekenmerkt door de aanwezigheid van deze soort in combinatie met de andere dicynodonte soort Endothiodon uniseries.

## Geschiedenis van ontdekking
Het eerste fossiele materiaal van Tropidostoma werd gevonden tijdens een veldexpeditie in de oude Teekloof-formatie uit het Laat-Perm van de Beaufortgroep. Dit materiaal werd later beschreven door Seeley (1889) in een studie waarin hij twee fossielen beschreef die Dicynodon microtrema en Tropidostoma dunnii waren genoemd. Tropidostoma betekent 'kielmuil'. In 1915, enkele jaren na de dood van Seeley, onderzocht de paleontoloog Robert Broom hetzelfde materiaal opnieuw en ontdekte dat het fossiele materiaal in kwestie van dezelfde soort was. Deze nieuwe enkele soort werd omgedoopt tot Tropidostoma microtrema met als holotype BMNH R868. Enkele jaren later werd de naam Tropidostoma microtrema veranderd in Tropidostoma dubium omdat hij een jonger synoniem bleek van Dicynodon dubius Owen 1876 met als holotype BMNH 47054. Tropidostoma dunnii is de typesoort met als holotype BMNH R866.

## Beschrijving
Er bestaan twee ondersoorten onder de exemplaren die Tropidostoma dubium en Tropidostoma dunni worden genoemd. Er wordt waargenomen dat Tropidostoma dubium twee schedelvarianten heeft, de ene is robuust van vorm met een lange snuit en grote slagtanden en de andere is gracieuzer met een lage snuit en kleine of geen slagtanden. Van de robuuste en gracieuze vormen wordt aangenomen dat ze ofwel seksuele dimorfie of individuele variatie vertegenwoordigen.

## Fylogenie
Tropidostoma is momenteel geclassificeerd als een oudenodontide binnen de grotere dicynodonte clade Bidentalia. Deze clade wordt collectief gekenmerkt door hun gereduceerde gebit waarbij alleen hun maxillaire slagtanden intact zijn. Veel soorten in deze clade bewaren soms geen slagtanden en hun fossielen bestaan dan alleen uit hun verhoornde snavels. Veel fossielen van Tropidostoma die eerder zijn verzameld, zijn ten onrechte geïdentificeerd als van andere soorten, zoals van Oudenodon bainii vanwege hun opmerkelijke gelijkenis. Bovendien werd het typefossiel van de recent ontdekte Bulbasaurus phylloxyron jarenlang ten onrechte geïdentificeerd als een Tropidostoma-fossiel.